# Бёрнс, Николас
Ро́берт Ни́колас Бёрнс (англ. Robert Nicholas Burns; род. 28 января 1956, Буффало, Нью-Йорк) — американский дипломат. Член Совета по международным отношениям и Трёхсторонней комиссии.

## Биография
Окончил Бостонский колледж (бакалавр искусств в истории, 1978) и Университет Джонса Хопкинса (магистр международных отношений, 1980).
В 1990—1995 годах работал в Совете национальной безопасности США. В 1995—1997 гг. официальный представитель Государственного департамента.
В 1997—2001 годах посол США в Греции.
В 2001—2005 годах постоянный представитель США при НАТО.
В 2005—2008 годах заместитель государственного секретаря США по вопросам политики.
В настоящее время профессор Гарвардского института государственного управления им. Джона Ф. Кеннеди.
С 2022 по 2025 год посол США в КНР.  
Женат на Элизабет, имеет трёх дочерей: Сару, Элизабет, Кэролайн.
Президент США Джо Байден предложил кандидатуру Николаса Бёрнса на должность посла в Китае в августе 2021 года. Он был утверждён в должности Сенатом США 16 декабря 2021 года (75 голосов «за», а 18 проголосовали «против»).

## Награды
- Орден Креста земли Марии 2-го класса (17 октября 1995 года, Эстония)[5].
- Командор ордена Трёх звёзд (16 октября 2004 года, Латвия)[6].
- Командор ордена «За заслуги перед Литвой» (25 июня 2004 года, Литва)[7].
- Памятный знак за личный вклад в развитие трансатлантических отношений Литвы и по случаю приглашения Литовской Республики в НАТО (12 февраля 2003 года, Литва)[8].